# Вълни на дьо Бройл
През 1923 година френският физик Луи дьо Бройл изказва смелата хипотеза, че всички форми на материята имат свойства както на частици, така и на вълни. Тези вълни са наречени вълни на материята или вълни на дьо Бройл. Според хипотезата на дьо Бройл всеки движещ се електрон (или друга микрочастица) притежава вълнови свойства, подобни на свойствата на фотоните, които могат да се проявят например в явлението дифракция. Само четири години по-късно(1927 г.), именно чрез изследване на явлението дифракция при облъчване на никелова мишена с бавни електрони, Дейвидсън и Джърмър доказват хипотезата на Луи дьо Бройл. По своята природа те не са нито механични, нито електромагнитни вълни.

## Уравнения на дьо Бройл
Първото уравнение на дьо Бройл свързва дължината на вълната {\displaystyle \lambda } с импулса на частицата {\displaystyle ~p~} (оригиналният извод на дьо Бройл е малко по-различен).
От формулата на Планк за връзката между честотата и енергията на фотона
{\displaystyle E=h\nu }
и уравнението на Айнщайн за връзката между енергия и маса
{\displaystyle E=mc^{2}},
съгласно хипотезата на дьо Бройл за вълновите свойства на материята приравняваме двете части на уравненията и получаваме
{\displaystyle h\nu =mc^{2}}
Доколкото
{\displaystyle \nu ={c \over \lambda }},
можем да заместим честотата в лявата част с отношението между скоростта на светлината {\displaystyle c} и дължината на вълната {\displaystyle \lambda }, след което получаваме последователно
{\displaystyle {hc \over \lambda }=mc^{2}}
{\displaystyle {h \over \lambda }=mc}
и
{\displaystyle \lambda ={\frac {h}{p}}={\frac {h}{\gamma mv}}={\frac {h}{mv}}{\sqrt {1-{\frac {v^{2}}{c^{2}}}}}}
където {\displaystyle ~h~} е константата на Планк, {\displaystyle ~m~} масата в покой на частицата, а {\displaystyle ~v~} е скоростта на частицата. {\displaystyle ~\gamma ~} е Лоренцовият фактор, и {\displaystyle ~c~} – скоростта на светлината във вакуум.
Второто уравнение на дьо Бройл свързва честотата на вълната, аташирана към частицата с нейната пълна енергия
{\displaystyle \nu ={\frac {E}{h}}={\frac {\gamma \,mc^{2}}{h}}={\frac {1}{\sqrt {1-{\frac {v^{2}}{c^{2}}}}}}\cdot {\frac {mc^{2}}{h}}}
където {\displaystyle \nu } е честотата, а {\displaystyle ~E~} е пълната енергия. Двете уравнения често биват записвани като
{\displaystyle p=\hbar k}
{\displaystyle E=\hbar \omega },
където {\displaystyle ~p~} е импулсът, {\displaystyle ~\hbar =h/(2\pi )~} е редуцираната константа на Планк (известна също като Константа на Дирак, {\displaystyle ~k~} е вълновото число, а {\displaystyle ~\omega ~} – ъгловата скорост.